# Georgios Simiriotis
Georgios Simiriotis (en grec Γεώργιος Σημηριώτης, 1886 - ?) va ser un tennista grec que va competir a començaments del segle xx.
El 1906 va prendre part en els Jocs Intercalats d'Atenes, on guanyà la medalla de plata en la prova de dobles mixtos del programa de tennis, formant parella amb Sophia Marinou. En la prova de dobles masculins, formant parella amb Nikolaos Zarifis, fou quart i en la individual masculina sisè.